# Улица Цитаделес
Улица Ци́таделес (латыш. Citadeles iela) — улица в исторической части города Риги, на территории бывшей Цитадели. Начинается от улицы Кришьяня Валдемара, пролегает в северном направлении и примыкает к бульвару Кронвалда в районе моста через Городской канал. Длина улицы составляет 542 метра. В некоторых источниках улица Цитаделес показана и по другую сторону улицы Кришьяня Валдемара, по восточной стороне площади Пилс, начинаясь от улицы Маза Пилс. В этих границах длина улицы Цитаделес составляет 740 метров.
Почти на всём протяжении улицы сохраняется историческое булыжное покрытие; разрешено двустороннее движение. Участок между улицами Муйтас и Кришьяня Валдемара асфальтирован, здесь движение одностороннее (в направлении улицы Кр. Валдемара). Общественный транспорт по улице не курсирует.

## История
Сформировалась во второй половине XIX века как главная улица рижской Цитадели, после срытия её защитных валов. Впервые показана на плане 1876 года как Петропавловская улица (нем. Peter-Paul-Straße, латыш. Pētera-Pāvila iela) — по посвящению расположенной здесь православной церкви. В 1923 году была переименована в улицу Цитаделес. В годы немецкой оккупации (1942—1944) носила имя Ганса фон Мантейфеля, одного из организаторов Прибалтийского ландесвера. Других переименований улицы не было.

## Застройка

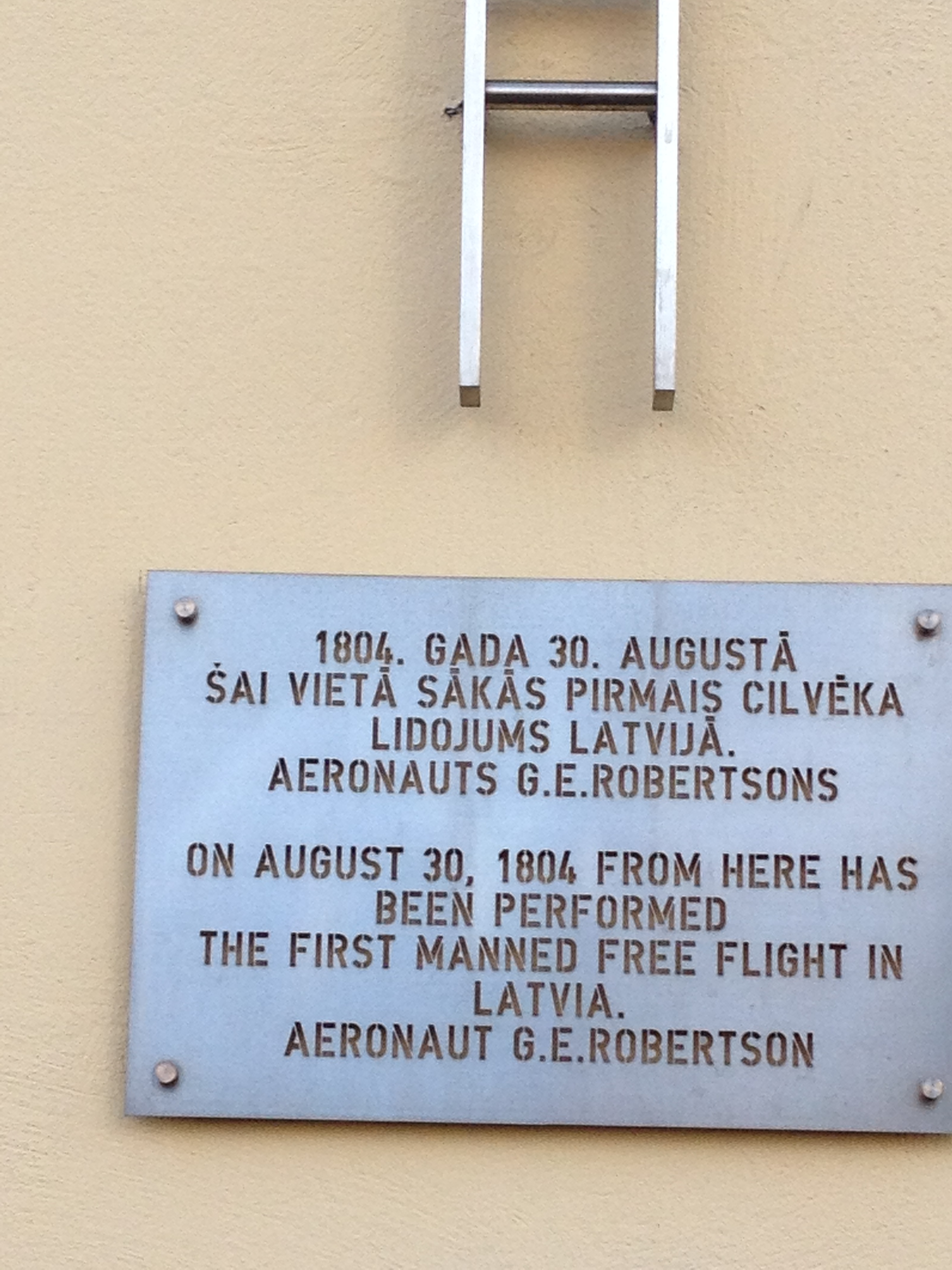
Мемориальная доска о полёте Робертсона

- Дом № 1 — здание, составлявшее комплекс Рижской таможни (1865). В 1920—1930-х годах здесь располагалось управление Рижского порта[2], в настоящее время — Бюро по предотвращению и борьбе с коррупцией (KNAB)[5]
- Дом № 2 — доходный дом (1898–1899, архитектор Эдмунд фон Тромповский) — собственный дом архитектора с архитектурной мастерской.
- Дом № 3 — «Хлебный магазин» (склад), 1728 г. В 1777 году преобразован в Провиантский магазин (склад провианта цитадели).
- Дом № 7 — церковь Петра и Павла (1776—1786, архитектор инженер-полковник Сигизмунд Зеге фон Лауренберг); в 1986—1987 приспособлена под концертный зал хора «Аvе sоl» (архитектор Элизабете Менгеле). 
Рядом с церковью расположено гражданское здание с тем же адресом, построенное в 1775 году как гауптвахта, в настоящее время — Патентное управление Латвийской Республики. На этом здании в 2005 году установлена мемориальная доска о том, что с этого места 18 (30) августа 1804 года стартовал первый полёт человека на воздушном шаре над территорией Латвии (льежский аэронавт Этьен-Гаспар Робертсон[англ.] пролетел около 20 километров)[6].
- Дом № 12 — губернская тюрьма («смирительный дом»), 1786–1789 (4-й этаж надстроен во второй половине XIX века). В настоящее время — офисное здание. Памятник архитектуры государственного значения[7].
- К улице Цитаделес выходят также здания Министерства земледелия и банка Citadele, расположенные на площади Республики.

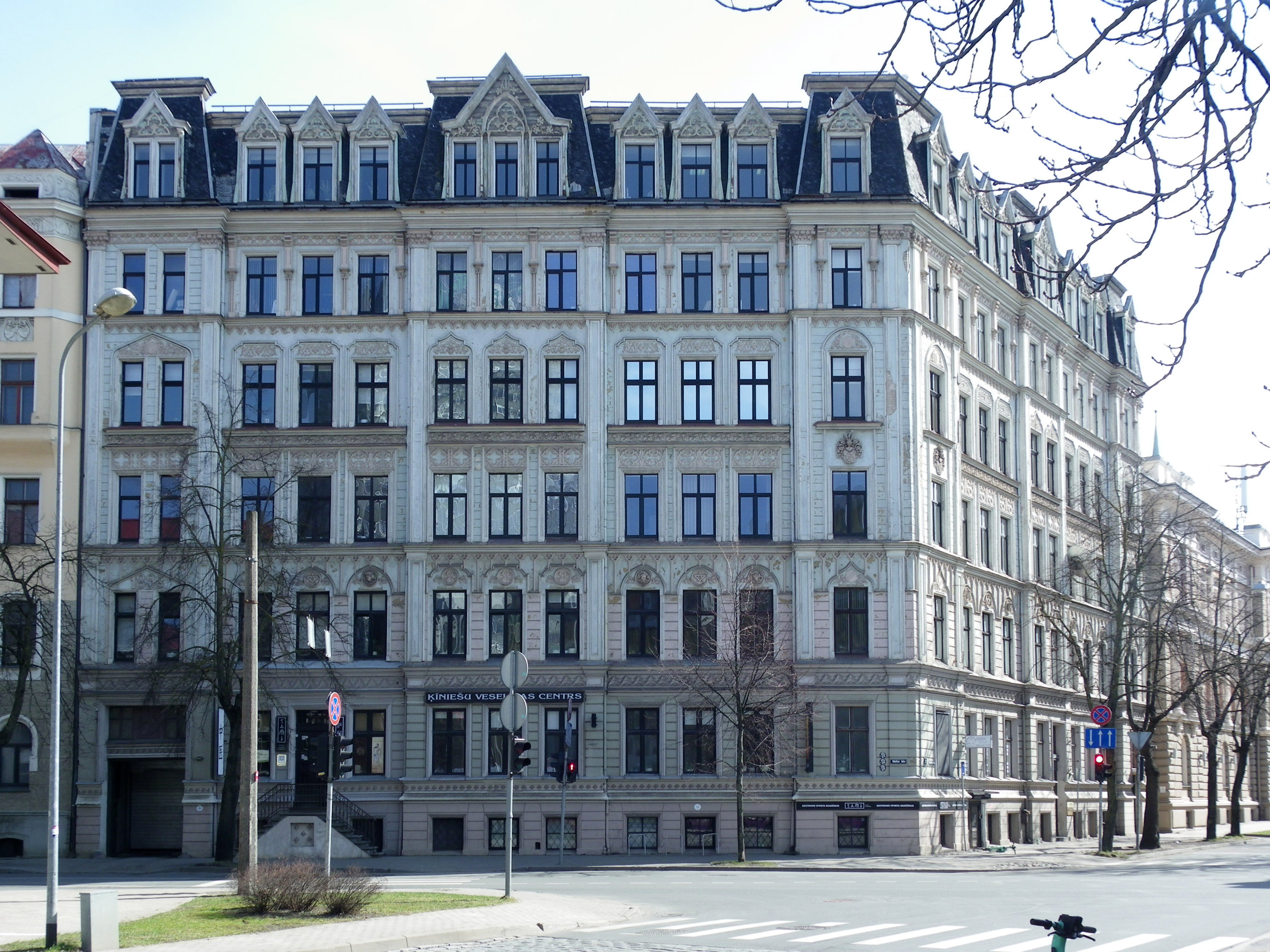
Дом № 2
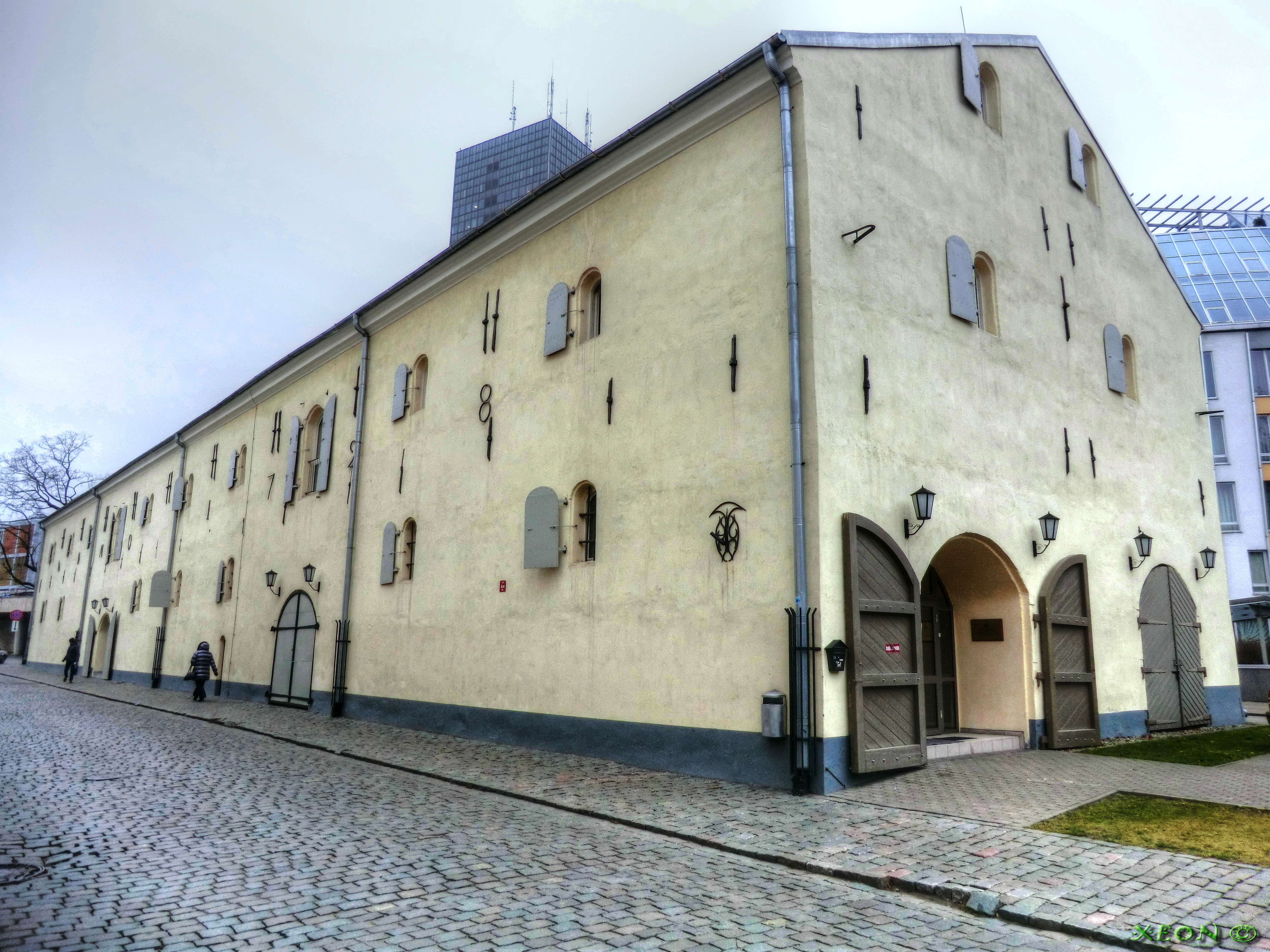
Дом № 3
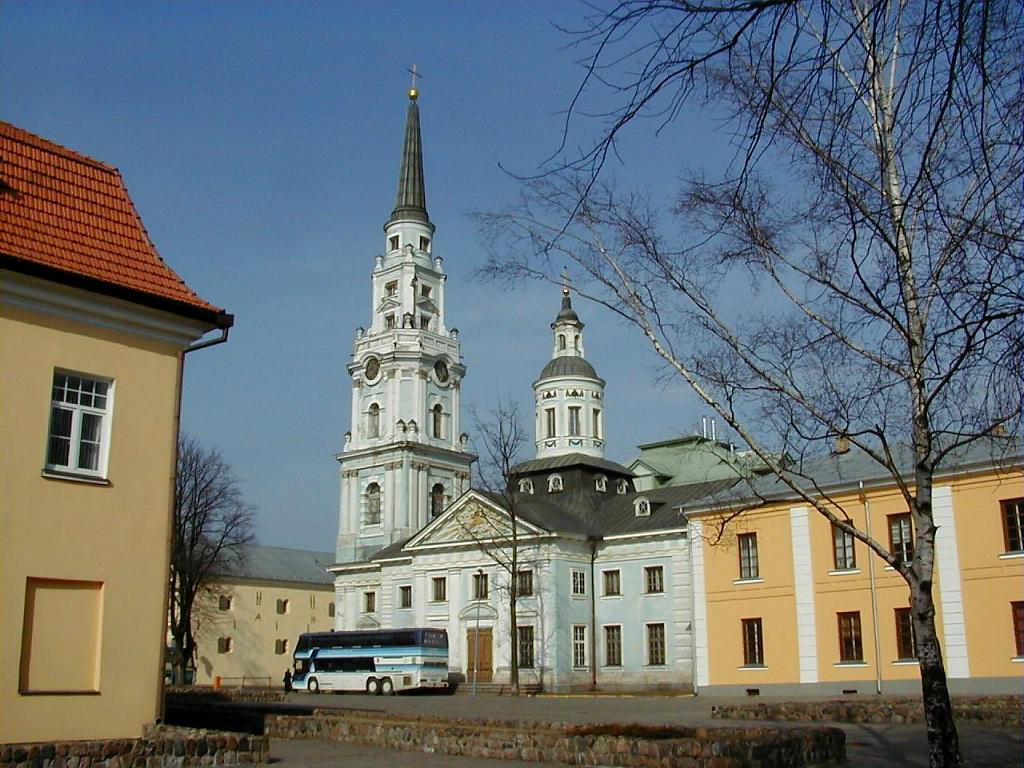
Вид на церковь Петра и Павла
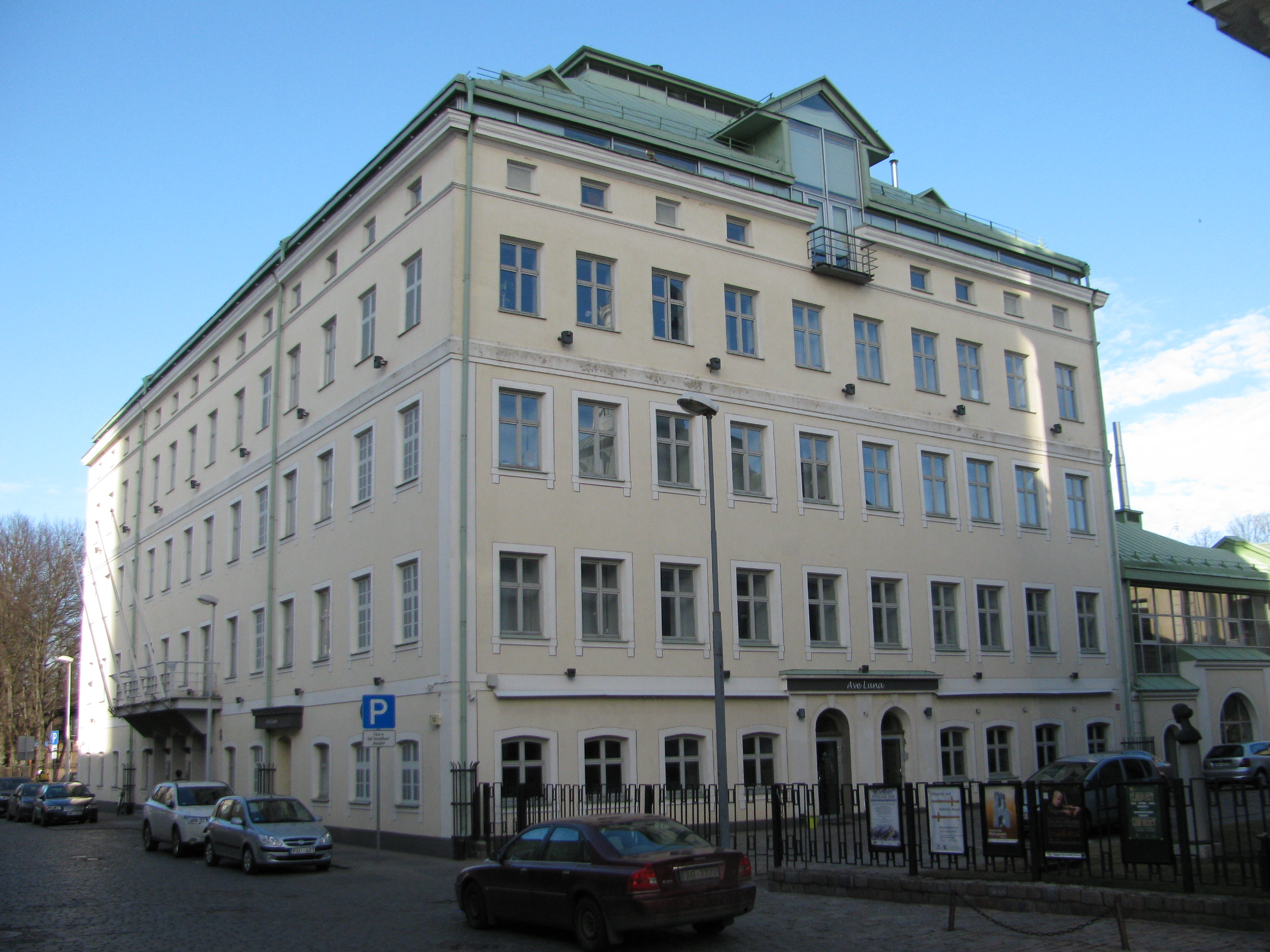
Дом № 12

## Прилегающие улицы
Улица Цитаделес пересекается со следующими улицами:
- улица Кришьяня Валдемара
- улица Муйтас
- улица Микеля
- бульвар Кронвалда